# Plerguer
 Plerguer  es una población y comuna francesa, situada en la región de Bretaña, departamento de Ille y Vilaine, en el distrito de Saint-Malo y cantón de Châteauneuf-d'Ille-et-Vilaine.

## Demografía
| 1581 | 1552 | 1682 | 1749 | 1853 | 1772 |
| Para los censos de 1962 a 1999 la población legal corresponde a la población sin duplicidades (Fuente: INSEE [Consultar]) |      |      |      |      |      |